# シャハージー (サーターラー藩王)
シャハージー（Shahaji, 1802年 - 1848年4月5日）は、インドのデカン地方、サーターラー藩王国の君主（在位：1839年 - 1848年）。

## 生涯
1802年、マラーター王国の一族トリンバクジー・ボーンスレーの息子として生まれ、その後プラタープ・シングの養子となった。
1839年9月5日、父王プラタープ・シングがイギリスによって廃位され、ヴァーラーナシーへと追放されると、シャハージーが藩王位を継承した。
1848年4月5日、シャハージーはサーターラーで死亡した。その死に際し、継嗣がおらず、末期養子も認められなかったため、1849年5月1日にサーターラー藩王国は廃絶された。